# Brigitte Giraud
Brigitte Giraud (n. 1960, Sidi Bel Abbès, Franța) în Algeria franceză, este o scriitoare franceză, autoare de romane și nuvele. A primit Premiul Goncourt în 2022 pentru romanul Viața la viteză maximă.
Născută în 1960 Brigitte Giraud a crescut în Rillieux-la-Pape înainte de a se muta la Lyon.
Librar și jurnalistă a scris și a început să publice la sfârșitul anilor 1990. În 2001 a primit mențiunea specială a Premiului Wepler pentru romanul À présent. A câștigat Premiul Goncourt pentru povestiri în 2007 pentru colecția L'amour est très surestimé, apoi Premiul Jean-Giono pentru Une année étrangère în 2009. Cărțile sale au fost traduse în aproximativ douăzeci de țări.
Romanul său Pas d'inquiétude a fost adaptat de France 2 (difuzat în 2014), în regia lui Thierry Binisti⁠(d), cu Isabelle Carré⁠(d) și Grégory Fitoussi⁠(d) în rolurile principale.
Romanul publicat în 2015, Nous serons des héros, a fost pus în scenă de actorul Hippolyte Girardot⁠(d) și muzicianul Bastien Lallemant⁠(d).
Este autoarea unei piese de teatru, Le jour où Maud a saut, publicată în colecția Scandale de L'avant-scène théâtre în 2016, și jucată la Théâtre des Mathurins⁠(d), la Paris, în ianuarie 2017, ca parte a „Parisului femeilor”.
Din 2010 până în 2016, a condus colecția de literatură „Pădurea” publicat de Stock, unde i-a publicat pe Fabio Viscogliosi⁠(d), Dominique A⁠(d), Sébastien Berlendis, Mona Thomas⁠(d), Carole Allamand, Karin Serres, Anne Savelli, Lionel Tran⁠(d) și Denis Michelis⁠(d).
Romanul Un loup pour l'homme a fost publicat de editura Flammarion în 2017 și a făcut obiectul unei lecturi muzicale cu muzicienii Bastien Lallemant și Sébastien Souchois. În prezent este în curs de adaptare pentru film.
Pe 3 noiembrie 2022, a câștigat Premiul Goncourt 2022 pentru romanul Viața la viteză maximă, care trece în revistă accidentul de motocicletă care i-a luat viața soțului în 1999, la vârsta de 41 de ani. Este a treisprezecea femeie care a primit acest premiu în o sută douăzeci de ani (din 1903). A câștigat premiul după cea de a paisprezecea rundă de voturi, fiind la mare dispută cu romanul foarte diferit a lui Giuliano da Empoli, Magul de la Kremlin.